# Мелисургос
Мелисургос (грч. Μελισσουργός) је насељено место у општини Бешичко Језеро у периферији Средишња Македонија, Грчка. Према попису из 2021. године било је 318 становника.
Насеље је 1913. године имало 247 житеља Грка. Двадесетих година 20. века насељено је неколико грчких избегличких породице, те је на попису из 1928. године Мелисургос имао 318 становника. Село се раније звало Луково. У Мелисургосу се налазио метох светогорског манастира Хиландар.